# Stari grad (Omiš)
Stari grad ili Fortica je tvrđava na brdu iznad Borka i Omiša.

## Povijest
Tvrđava Starigrad podignuta je na strateški važnom položaju na vrhu Omiške Dinare kao zaštita grada Omiša. Prvi put se spominje u mletačkim izvorima 1443. godine pod nazivom Starigrad. 

## Opis
Ulaz brane trokutasti bastioni zidani masivnim kamenim blokovima s anatirozom podignuti 1571. godine. Južna strana tvrđave s kruništem na vrhu pruža se prema glavnoj kvadratnoj kuli na zapadu. Kasnogotička kvadratna kula presvođena je svodom od sedre s terasom na vrhu. U unutrašnjem dvorištu sačuvani su ostaci zgrada za posadu, cisterne i manje kapelice. Tvrđava Starigrad istaknut je spomenik vojne arhitekture s konca 14. stoljeća s bastionskim dodacima druge polovice 16. stoljeća.

## Zaštita
Pod oznakom Z-5012 zavedena je pod vrstom "nepokretna kulturna baština - pojedinačna", pravna statusa zaštićena kulturnog dobra, klasificirano kao "vojne i obrambene građevine".

## Vanjske poveznice
|  | Zajednički poslužitelj ima još gradiva o temi Stari grad (Omiš) |